# أكسيد الزنك
أكسيد الزنك هو مركب لاعضوي صيغته الكيميائية ZnO؛ وهو على شكل مسحوق أبيض، غير ذواب تقريبا في الماء. يستخدم هذا المسحوق على نحو واسع كمادة مضافة إلى العديد من المواد المنتجات بما فيها اللدائن، والسيراميك، والزجاج، والأسمنت، والمطاط (إطارات السيارات)، ومواد التزليق، والمراهم، والمواد السادة، والخضب، والأغذية (كمصدر للتغذية بعنصر الزنك)، والبطاريات الكهربائية، ومؤخرات الحريق، وبالنسبة للطلاء يحد من استخدامه في الدهانات الصناعية لتفاعله مع الحموضة التي قد توجد في وسط الدهان ،ومن مميزاته أنه يساعد طبقة الدهان على الاحتفاظ بلونها ومقاومة أشعة الشمس والاصفرار وكذلك يخلصها من التلصق كما أنه يمنع تآكل الأسطح الحديدية. يتوفر أكسيد الزنك في القشرة الأرضية كفلز الزنكيت وهو أكسيد الزنك الأحمر، ولكن معظم أكسيد الزنك المستخدم تجاريا يصنع تركيبيا. على مستوى التراكيب النانوية يمثل اوكسيد الزنك بما يسمى بالورتزويدات. تستخدم تراكيب اوكسيد الزنك النانوية في الدوائر الالكترونية و كمتحسس للغازات.

## روابط خارجية
- أكسيد الزنك على موقع EncyclopediaOfSurfing.com (الإنجليزية)